# Santa Barbara (série de televisão)
Santa Barbara é uma soap opera estadunidense que foi ao ar na NBC de 30 de julho de 1984 a 15 de janeiro de 1993. O programa gira em torno da vida agitada da rica família Capwell de Santa Bárbara, Califórnia. Outras famílias proeminentes que apareceram na novela foram a família rival Lockridge e as famílias mais modestas Andrade e Perkins.
A série foi produzida pela Dobson Productions e pela New World Television, que também atuou como distribuidora do programa no mercado internacional. Santa Barbara foi a primeira série da New World Television.
Santa Bárbara foi ao ar nos Estados Unidos às 3:00 PM Eastern (2:00 PM Central) na NBC no mesmo horário que General Hospital na ABC e Guiding Light na CBS e logo depois de Another World. Foi exibida em mais de 40 países ao redor do mundo. Tornou-se a série de televisão de maior duração na Rússia, transmitindo lá de 1992 a 2002. Ganhou 24 prêmios Daytime Emmy, 18 Soap Opera Digest, entre outros prêmios.

## Elenco e personagens
- Nikki Alvarez — Constance Marie
- Santana Andrade — Ava Lazar / Margaret Michaels / Gina Gallego / Wanda De Jesus
- Quinn Armitage — Roscoe Born
- Robert Barr — Roscoe Born
- Laura Simmons Asher — Christopher Norris
- Flame Beaufort — Roberta Weiss
- C.C. Capwell — Peter Mark Richman / Paul Burke / Charles Bateman / Jed Allan
- Eden Capwell — Marcy Walker
- Julia Wainwright Capwell — Nancy Lee Grahn
- Lily Blake Capwell — Lynn Clark / Paula Irvine
- Kelly Capwell — Robin Wright / Kimberly McArthur / Eileen Davidson
- Ted Capwell — Todd McKee / Michael Brainard
- Mason Capwell – Lane Davies / Terry Lester / Gordon Thomson
- Sophia Wayne Capwell — Rosemary Forsyth / Judith McConnell
- Cruz Castillo — A Martinez
- Scott Clark — Vincent Irizarry
- Suzanne Collier — Terri Garber
- Pamela Capwell Conrad — Shirley Anne Field / Marj Dusay
- Michael Donnelly — Frank Runyeon
- Peter Flint — Stephen Meadows
- Victoria Lane — Kristen Meadows
- Gina Blake Lockridge — Linda Gibboney / Robin Mattson
- Laken Lockridge — Julie Ronnie / Susan Marie Snyder / Shell Danielson
- Lionel Lockridge — Nicolas Coster